# 劳伦·施梅特林
劳伦·施梅特林（英語：Lauren Schmetterling，1988年8月3日—），美国女子赛艇运动员。她曾代表美国参加2016年夏季奥林匹克运动会赛艇比赛，获得女子八人单桨有舵手金牌。